# Lago Gatún

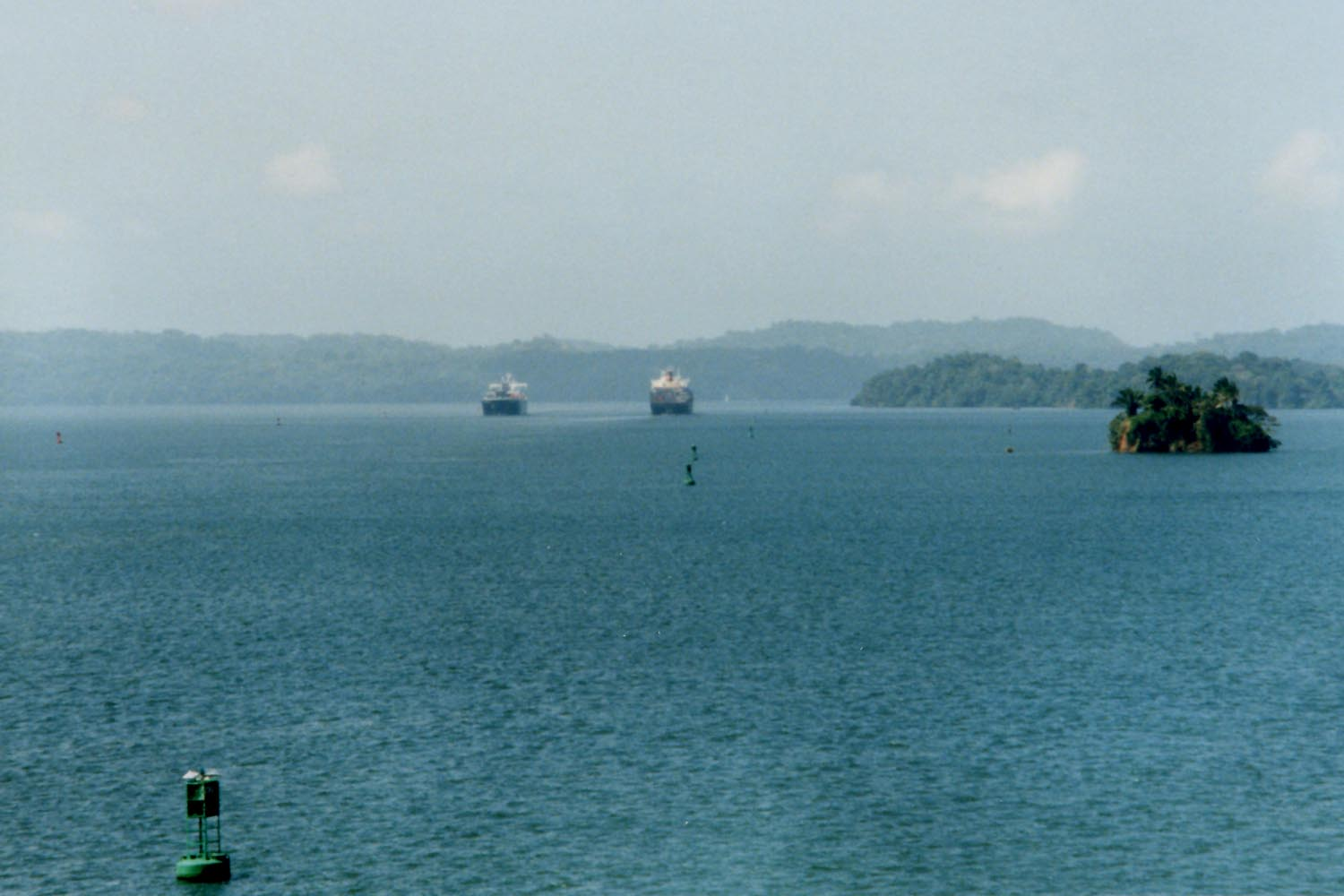
Navios navegam no lago Gatún

O lago Gatún é um corpo de água artificial situado no Panamá, que surgiu na sequência da construção do canal do Panamá.
O lago encheu-se entre 1907 e 1913 devido à construção da Barragem de Gatún no rio Chagres
O lago está situado no vale do rio Chagres. Ela foi formada, e o rio alargado e aprofundado, pela construção do Gatún Dam (canal do Panamá) cerca de 10 km (6,2 mi) da boca do rio no mar do Caribe em 1907-1913. A geografia da área foi ideal para a criação de um grande lago; as colinas que fazem fronteira com o vale do Chagres abrir amplamente em torno da área do lago, mas se juntam para formar uma lacuna pouco mais de 2 km (1,2 mi) de largura no local da barragem. O represamento do rio inundado o vale arborizado originalmente; quase um século mais tarde, os tocos de árvores de mogno antigos podem ainda ser vistos saindo da água, e senões submersas constituam um perigo para todos os pequenos vasos que vagueiam fora dos canais marcados.
O lago Gatún tem uma área de 425 km 2 (164 sq mi) a seu nível normal de 26 m (85 pés) acima do nível do mar; ele armazena 5,2 quilômetros cúbicos (183,000,000,000 ft³) de água, o que é tanto quanto o rio Chagres traz para baixo em um ano médio.
Com a criação do lago muitas colinas se tornou ilhas. O maior e mais conhecida delas é a ilha Barro Colorado, casa do mundialmente famoso Smithsonian Tropical Research Institute (STRI).
O lago tem dado o seu nome à estrutura Gatún, que pode ser um erodido cratera de impacto.

## Benefícios complementares
Criado em 1913 pelo represamento do rio Chagres, o lago Gatún é uma parte essencial do canal do Panamá, que forma uma passagem de água entre o oceano Atlântico e o oceano Pacífico, permitindo o trânsito navio em ambas as direções. No momento em que foi formado, o lago Gatún foi o maior lago artificial do mundo. A floresta tropical úmida intransitável em torno de lago Gatún foi a melhor defesa do canal do Panamá. Hoje, essas áreas têm saído praticamente incólume pela interferência humana e são uma das poucas áreas acessíveis da Terra que várias espécies animais e vegetais nativos da América Central pode ser observado sem ser perturbado em seu habitat natural.
Mundialmente famosa ilha de Barro Colorado, que foi criada para o estudo científico quando o lago foi formado e hoje é operado pela Smithsonian Institution, é a maior ilha no lago Gatún. Muitos da terra mais importante quebrar as descobertas científicas e biológicas do animal e vegetal reino tropical originado aqui. O lago Gatún abrange cerca de 180 milhas quadradas (470 km 2), uma zona tropical ecológica parte do Corredor de Mata Atlântica e Eco-turismo no lago Gatún se tornou uma indústria que vale a pena para os panamenhos. O lago Gatún também serve para fornecer as milhões de litros de água necessários à operação do canal do Panamá bloqueia cada vez que um navio atravessa e fornece água potável para Cidade do Panamá e Colón.
A pesca é uma das principais atividades recreativas no lago Gatún. Tucunarés foram introduzidas por acidente de lago Gatún por volta de 1967 por um empresário local, e, desde então, floresceu para se tornar a pesca dominante no lago Gatún. Localmente chamado "sargento", e acredita-se ser a espécie Cichla Pleiozona, esses tucunarés não são peixes nativos do Panamá, mas se originam a partir da Amazônia, nas bacias hidrográficas do rio Negro e rio Orinoco na América do Sul, onde eles são chamados tucanarẽ ou Pavon.